# Semeoloncha penicillata
Semeoloncha penicillata är en fjärilsart som beskrevs av László Anthony Gozmány. Semeoloncha penicillata ingår i släktet Semeoloncha och familjen äkta malar. Inga underarter finns listade i Catalogue of Life.